# Bollmannia ocellata
Bollmannia ocellata és una espècie de peix de la família dels gòbids i de l'ordre dels cipriniformes que es troba al Golf de Califòrnia.